# Beth Levison

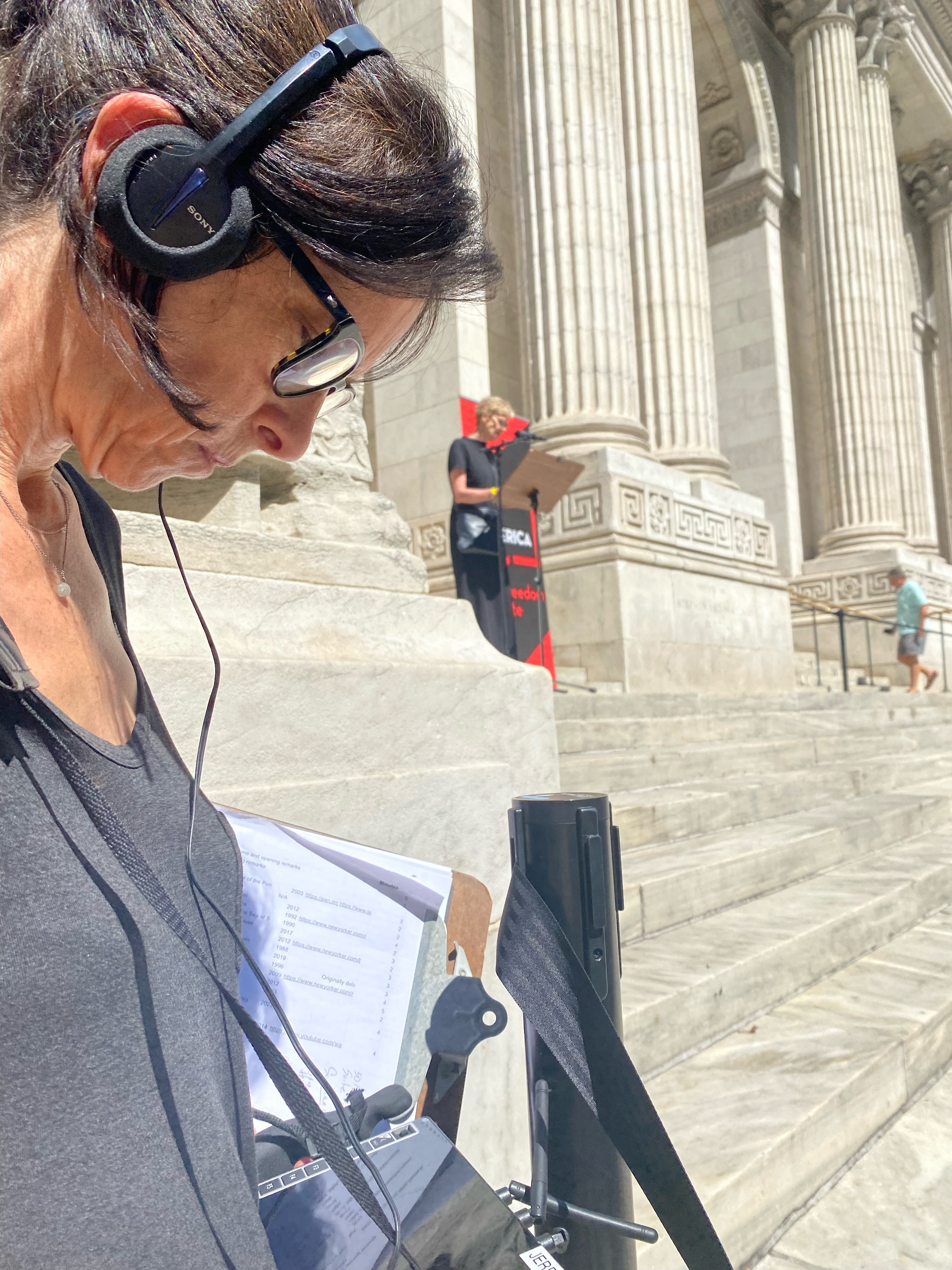
Beth Levison 2022

Beth Levison (* in Pittsfield, Massachusetts) ist eine US-amerikanische Dokumentarfilmerin.

## Leben
Levison wurde in Pittsfield, Massachusetts geboren und besuchte das Middlebury College. Sie ist Gründerin von Hazel Pictures und Mitgründerin der Documentary Producers Alliance. Sie ist Mitglied der Academy of Motion Picture Arts and Sciences und gehörte der Fakultät der School of Visual Arts im Dokumentarfilmprogramm von 2014 bis 2020 an. Derzeit ist sie Gastdozentin am Sarah Lawrence College.
Sie ist Produzentin mehrerer Dokumentarfilme und führte bei Lemon (2011) sowie Storm Lake (2021) auch Regie. Für letzteren gewann sie mehrere Preise. 2005 gewann sie einen Primetime Emmy in der Kategorie Outstanding Children’s Program für die Fernsehserie Classical Baby.
Der von ihr produzierte Film The Martha Mitchell Effect ist bei der Oscarverleihung 2023 als Bester Dokumentar-Kurzfilm nominiert.

## Filmografie (Auswahl)
| Jahr | Titel                                   | Funktion                    | Art            |
| ---- | --------------------------------------- | --------------------------- | -------------- |
| 2022 | The Martha Mitchell Effect              | Produzentin                 | Dokumentarfilm |
| 2021 | Storm Lake                              | Regisseurin und Produzentin | Dokumentarfilm |
| 2021 | Women in Blue                           | Regisseurin und Produzentin | Dokumentarfilm |
| 2021 | Charm Circle                            | Beratende Produzentin       | Dokumentarfilm |
| 2019 | Made in Boise                           | Produzentin                 | Dokumentarfilm |
| 2019 | The Boxers of Brule                     | Beratende Produzentin       | Dokumentarfilm |
| 2019 | Cooked: Survival by Zip Code            | Beratende Produzentin       | Dokumentarfilm |
| 2018 | In the Land of Pomegranates             | Beratende Produzentin       | Dokumentarfilm |
| 2018 | Personal Statement                      | Co-Produzentin              | Dokumentarfilm |
| 2017 | 32 Pills: My Sister’s Suicide           | Produzentin                 | Dokumentarfilm |
| 2015 | The Trials of Spring                    | Produzentin                 | Dokumentarfilm |
| 2012 | Marina Abramovic: The Artist Is Present | BeratendeProduzentin        | Dokumentarfilm |
| 2011 | Lemon                                   | Regisseurin und Produzentin | Dokumentarfilm |

## Auszeichnungen
| Jahr | Resultat  | Award                                    | Kategorie                      | Werk                       | Ref.   |
| ---- | --------- | ---------------------------------------- | ------------------------------ | -------------------------- | ------ |
| 2021 | Gewonnen  | AFI Docs Festival                        | Audience Award                 | Storm Lake                 | [ 4 ]  |
| 2021 | Gewonnen  | Provincetown International Film Festival | NYWIFT Award                   | Storm Lake                 | [ 5 ]  |
| 2021 | Gewonnen  | Woodstock Film Festival                  | Best Documentary Feature       | Storm Lake                 | [ 6 ]  |
| 2012 | Gewonnen  | Oaxaca FilmFest                          | Best Documentary Feature       | Lemon                      |        |
| 2012 | Nominiert | Miami Film Festival                      | Best Documentary Feature       | Lemon                      | [ 7 ]  |
| 2011 | Gewonnen  | Zurich Film Festival                     | International Documentary Film | Lemon                      | [ 8 ]  |
| 2011 | Nominiert | Doc NYC                                  | Special Jury Prize             | Lemon                      | [ 9 ]  |
| 2011 | Gewonnen  | Primetime Emmy Awards                    | Outstanding Children’s Program | A Child's Garden of Poetry | [ 10 ] |
| 2006 | Nominiert | Primetime Emmy Awards                    | Outstanding Children’s Program | Classical Baby             | [ 10 ] |
| 2005 | Gewonnen  | Primetime Emmy Awards                    | Outstanding Children’s Program | Classical Baby             | [ 10 ] |